# Aurora (vin)
Aurora är ett sött fruktvin av svarta vinbär, som tillverkas i Finland av Pernod Ricard, och som säljs av Systembolaget. Alkoholhalten är 13 %.